# Герб Теребовлянського району
Герб Теребовля́нського райо́ну — офіційний символ Теребовлянського району Тернопільської області, затверджений 7 жовтня 2010 року рішенням районної ради.
Автор — Гречило А. Б.

## Опис
У синьому полі золотий двозуб, вище якого розміщено срібний лапчастий хрест. Щит увінчаний золотою районною короною й облямований вінком із золотих колосків та зеленого дубового листя, що оповиті малиновою стрічкою із золотим написом «Теребовлянський район».